# Chiostro

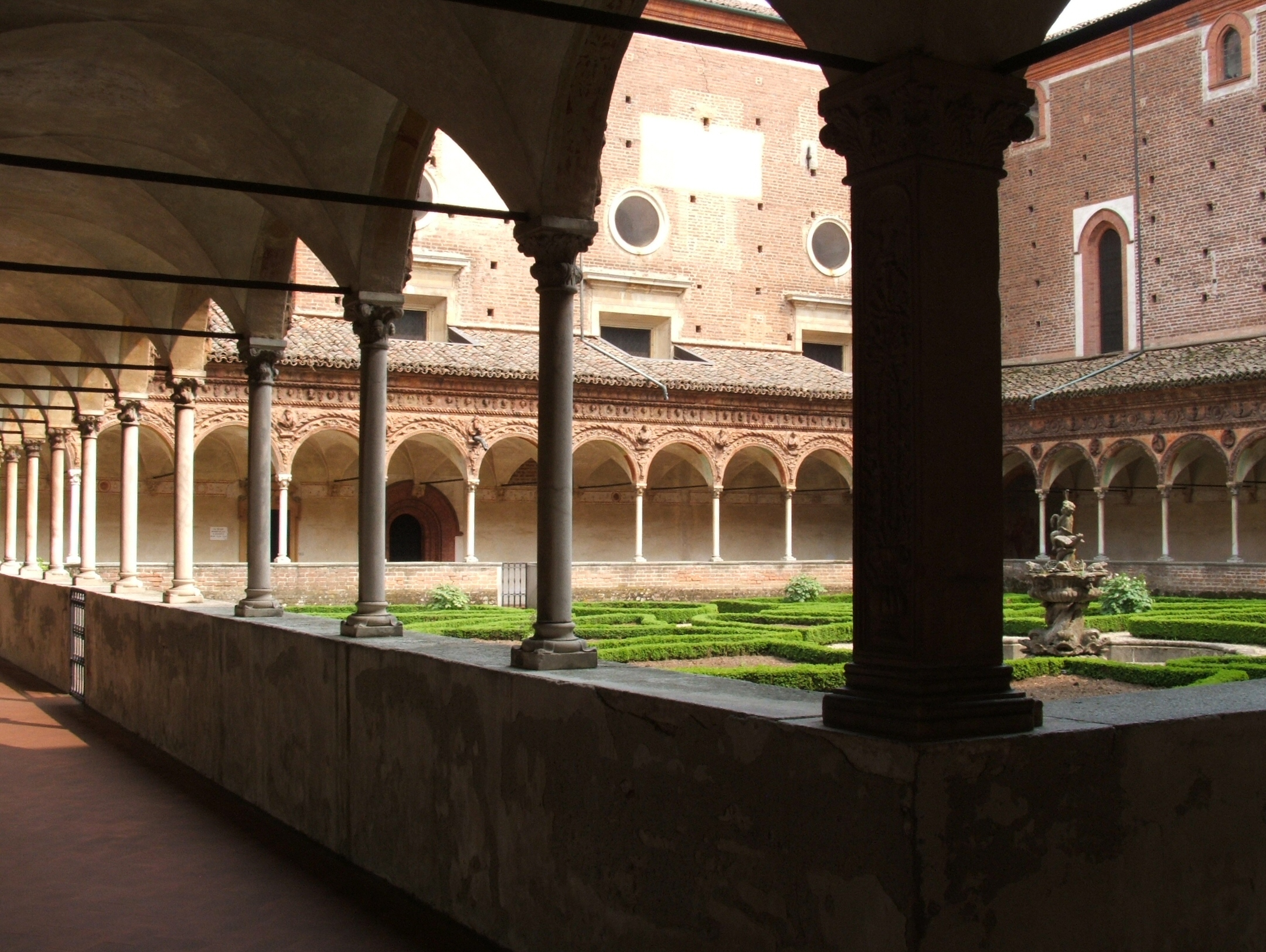
Il chiostro piccolo della certosa di Pavia

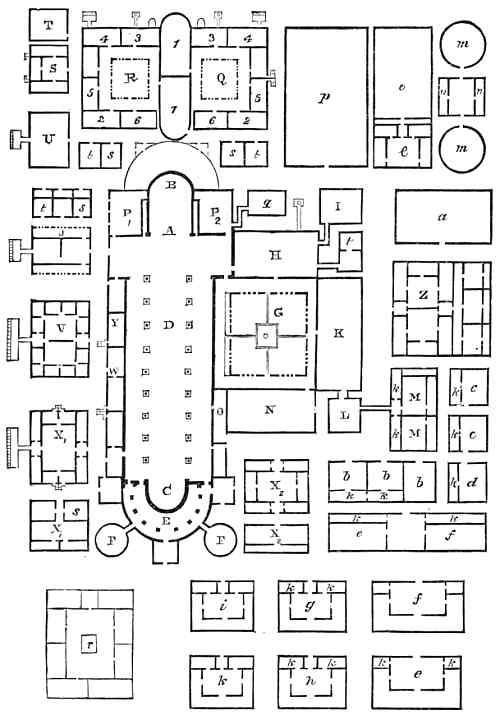
Nella planimetria antica dell'abbazia di San Gallo (Svizzera) si riconosce al centro il chiostro (G)

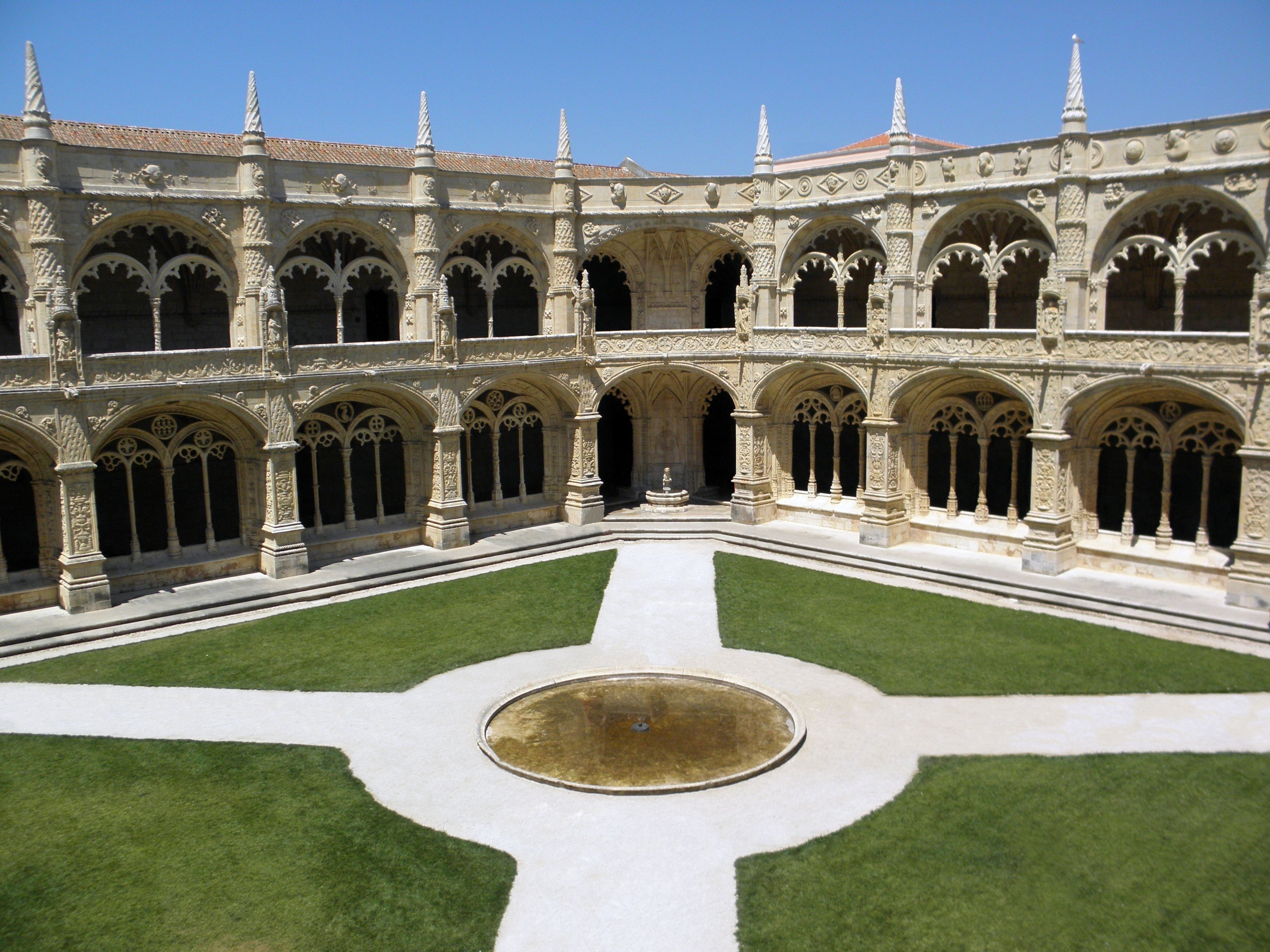
Chiostro tardo gotico a due piani del monastero dos Jerónimos (Lisbona)

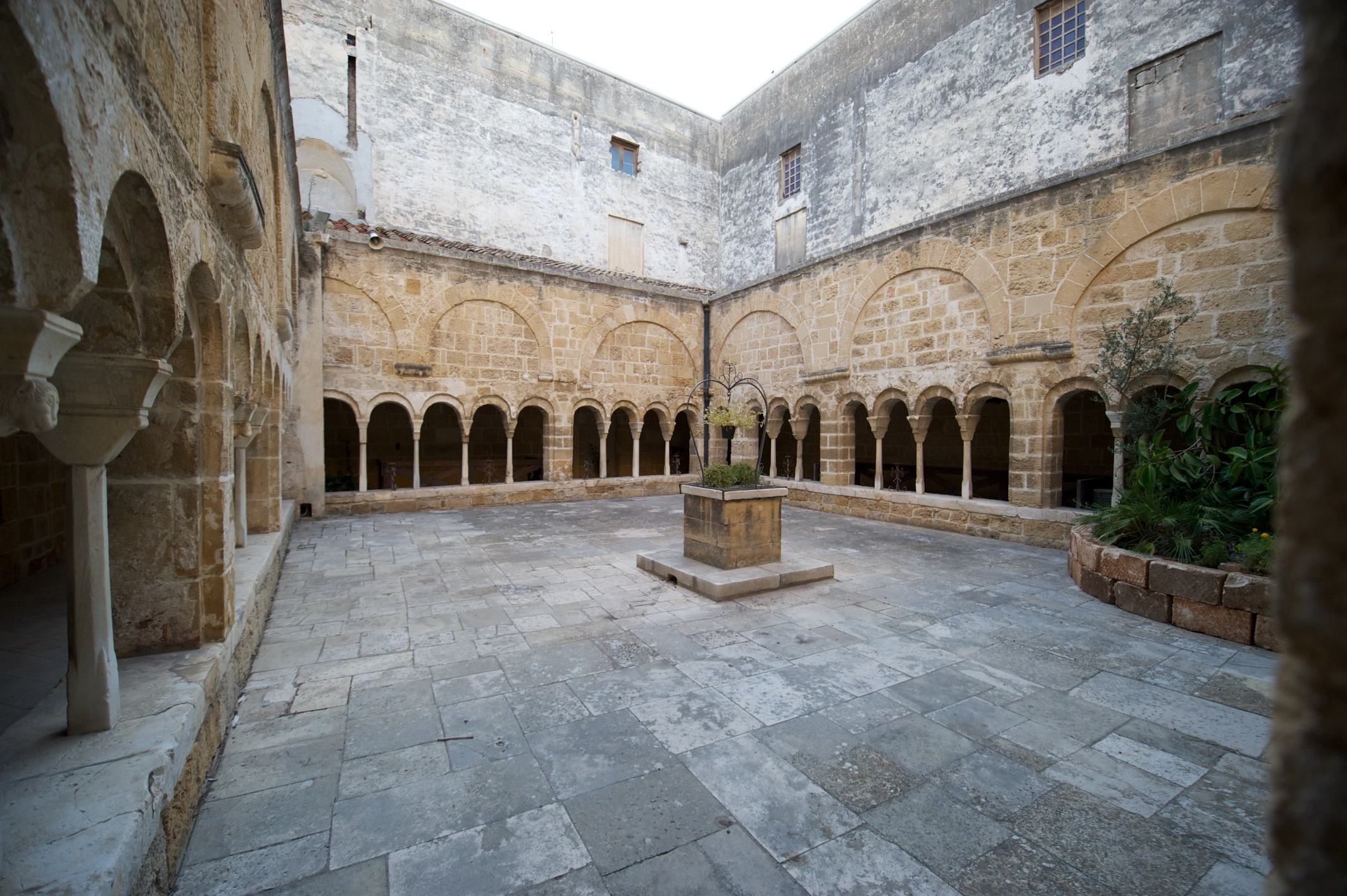
Chiostro romanico della abbazia di San Benedetto a Brindisi

Il chiostro è una parte costitutiva di un convento, un monastero o un'abbazia, consistente in un'area centrale scoperta circondata da corridoi coperti, da cui si accede ai principali locali conventuali.
I primi esempi di chiostri si trovano in edifici usati da monaci dell'ordine di San Benedetto o loro derivazioni, durante il medioevo. Anche altri ordini religiosi monastici o non monastici possono costruire o usare chiostri; in alcuni casi possono assumere forme e collocazioni inusuali a seconda delle necessità della comunità che lo usa.

## Etimologia
Il chiostro come edificio specializzato non è esplicitamente menzionato dalla regola di San Benedetto, al contrario della maggioranza degli edifici che compongono un monastero.
Il termine deriva da claustrum, cioè "serratura", termine latino usato per indicare la separazione dei monaci dal secolo, e, estensivamente, monastero. (il latinismo clausura è di uso tipicamente italiano).
L'identificazione del claustrum con il termine italiano moderno "chiostro", cioè un cortile attorno a cui si dispongono tutti gli altri elementi costituenti l'abbazia (chiesa, sala capitolare, lavabo etc), è posteriore. Il motivo di questa identificazione è probabilmente la centralità dell'edificio, sia in senso architettonico - tutti gli edifici monastici si articolano intorno al chiostro - sia nel senso della grande importanza di questo spazio nella vita monastica.
Il tedesco Kloster significa "convento" o "monastero", l'inglese cloister ha come primo significato clausura. La parola è di conseguenza usata in numerose espressioni che alludono antonomasticamente alla vita religiosa (la vita "claustrale" - ritirarsi all'ombra del "chiostro")

## Struttura architettonica
Il chiostro, che  ricorda  molto il peristilio dell'architettura romana, è caratterizzato da uno spazio a cielo aperto, generalmente quadrato o rettangolare, circondato su più lati da corridoi coperti, che si aprono sullo spazio centrale con una serie di arcate. Nonostante le analogie in pianta il tipo architettonico del chiostro si differenzia nettamente da quello del quadriportico, molto diffuso nell'architettura romana e paleocristiana.
Elementi distintivi del chiostro in Occidente sono infatti la separazione fisica dei corridoi coperti dallo spazio sub divo mediante muretti bassi con pochi accessi ottenuti con interruzioni del muretto, e la conseguente riduzione della luce libera delle arcate, sostenute da colonnette di altezza ridotta. Intorno al chiostro si dispongono in relativa libertà gli altri edifici necessari alla vita dei monaci.
Generalmente la chiesa (orientata sull'asse est-ovest) copre con le sue strutture più alte degli altri corpi di fabbrica il lato nord, proteggendo il chiostro dai venti invernali; le porte di accesso alla chiesa si aprono quindi alle due estremità del lato nord, quella ad est è generalmente la più frequentata, quella ad ovest usata per entrare processionalmente in occasioni particolarmente solenni. La sala capitolare è frequentemente disposta sul lato est, il più vicino possibile al coro della chiesa; su questo lato si trovano gli altri locali di raduno; il locutorium, il locale riscaldato, ecc.
Sul lato opposto alla chiesa si apriva generalmente il refettorio, all'esterno del quale, spesso in un angolo del colonnato, si trovava il lavabo. Spesso un giardino veniva ricavato nella superficie a cielo aperto al centro del chiostro; dove l'approvvigionamento idrico era problematico vi si costruiva spesso, secondo il modello romano, una cisterna per l'acqua piovana nel sottosuolo, che veniva alimentata dalle grondaie. Poiché gran parte della vita dei monaci veniva trascorsa nel chiostro, in quanto non era permesso rimanere nel dormitorio né negli altri edifici di servizio fuori dalle ore stabilite, i corridoi erano usati per leggere, talvolta come scriptorium, vi si trovava il seggio dell'Abate (in genere nel lato nord, il più solatìo) e quello del priore dei novizi. In alcuni monasteri le tombe degli abati si trovavano nei corridoi del chiostro, o (come a Villers) nello spazio sub divo.
Vi sono abbazie di grandi dimensioni in cui si trovano esempi di chiostri a più livelli, o più di un chiostro. Nell'architettura rinascimentale e barocca il chiostro non perse di importanza e anzi si caratterizza come uno degli elementi più stabili dal punto di vista architetturale.
Guillaume Durand de Mende (Guglielmo Durante), giurista e vescovo del XIII secolo, nel suo Manuale per comprendere il significato simbolico delle cattedrali e delle chiese, scrisse: "Il chiostro, come afferma Riccardo, vescovo di Cremona (in Mitrali), ha preso la sua origine dal luogo ove vegliavano e dormivano i leviti, intorno al tabernacolo, o dal sagrato dei preti, o dal portico che era davanti al tempio di Salomone. Il Signore comandò infatti a Mosè di non contare i leviti nel censimento che egli fece della moltitudine del popolo, ma di assegnarli al tabernacolo della testimonianza, per portarlo e sorvegliarlo. A causa di questo precetto del Signore i chierici, nella chiesa, devono essere separati dai laici mentre essi celebrano i santi misteri.[....] Infine, come il tempio rappresenta la Chiesa trionfante, così il chiostro è la figura del Paradiso celeste, dove si avrà un solo e un unico cuore nell'amore e nella volontà di Dio e dove si possederà tutto in comune, perché ciò che uno avrà in meno in se stesso, si rallegrerà di averlo in un altro, giacché Dio sarà tutto per tutti".

## Galleria d'immagini

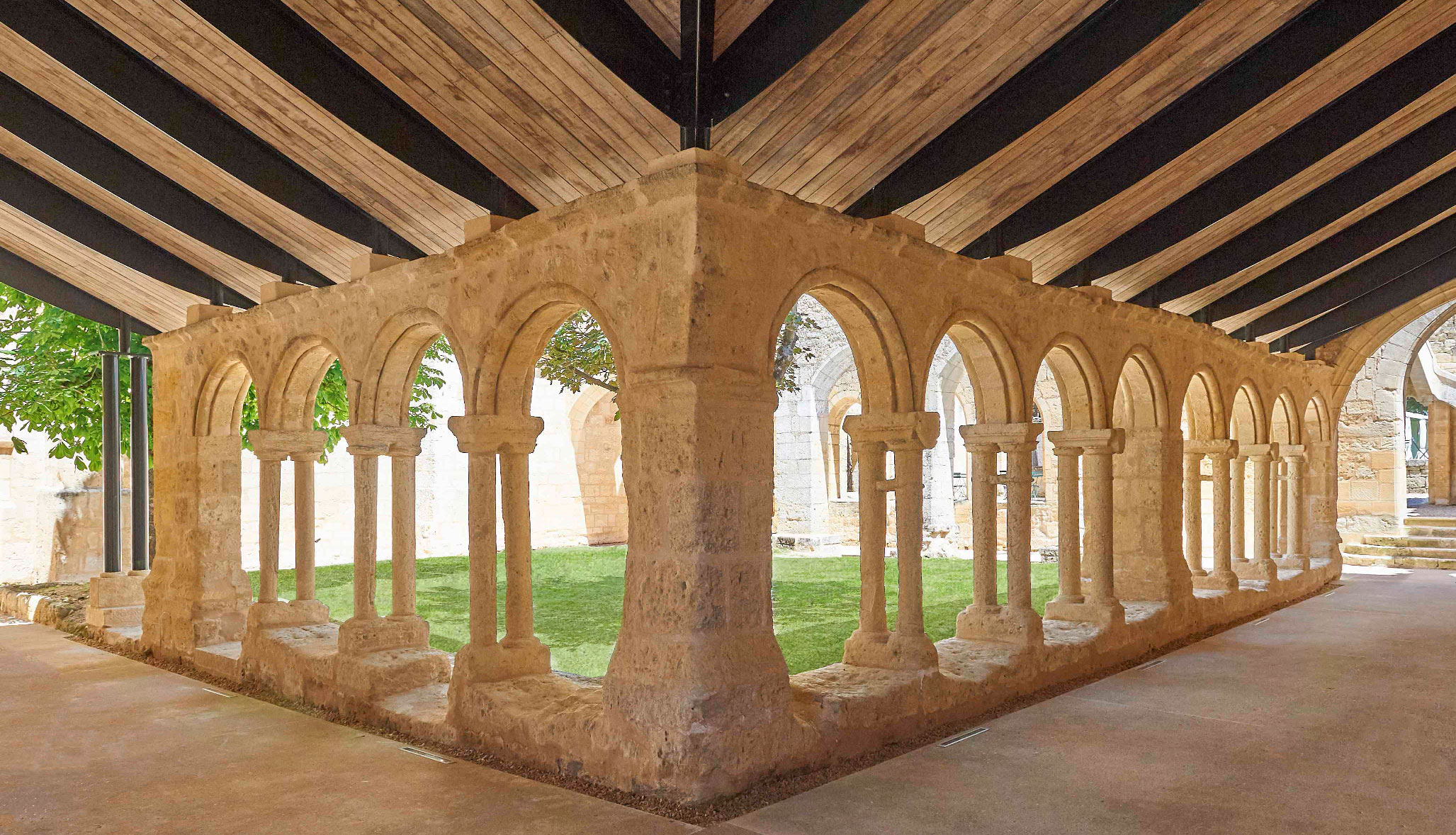
Il chiostro dei Cordiglieri a Saint-Émilion (Francia), dichiarato patrimonio dell'umanità dall'UNESCO
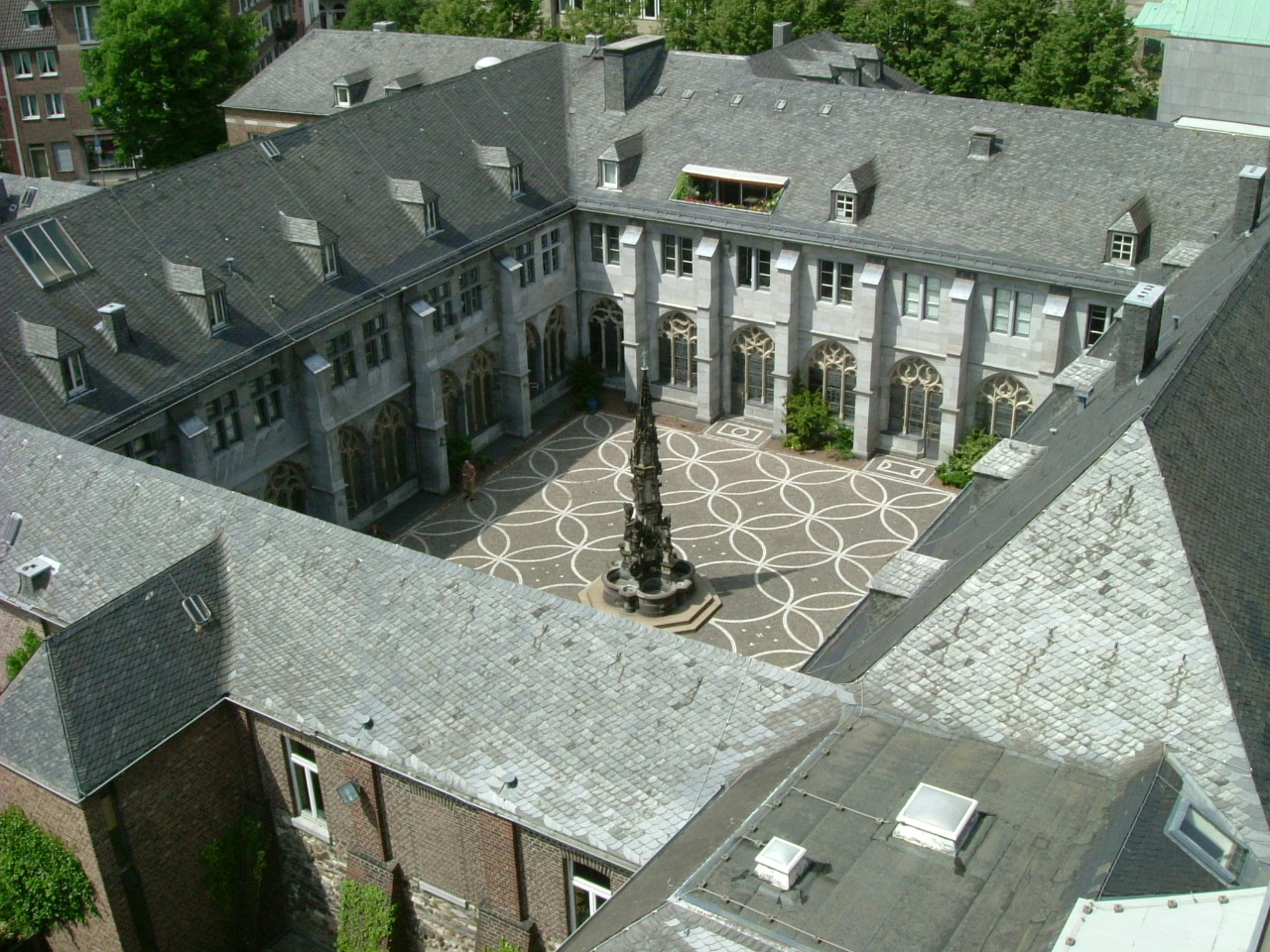
Veduta aerea del chiostro della cattedrale di Aquisgrana (Germania)
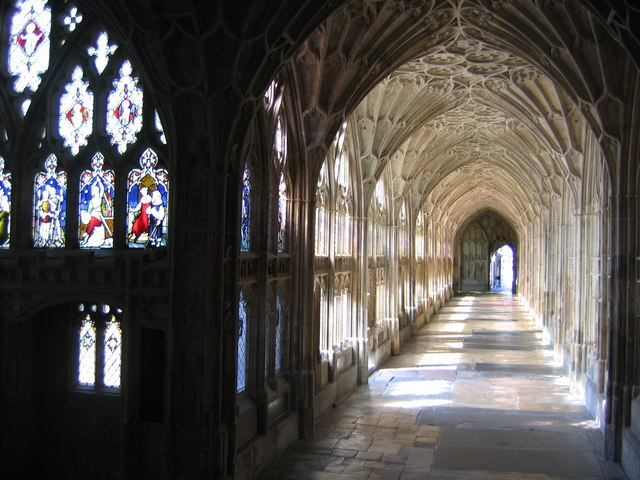
Ambulacro vetrato del chiostro gotico della cattedrale di Gloucester (Inghilterra)
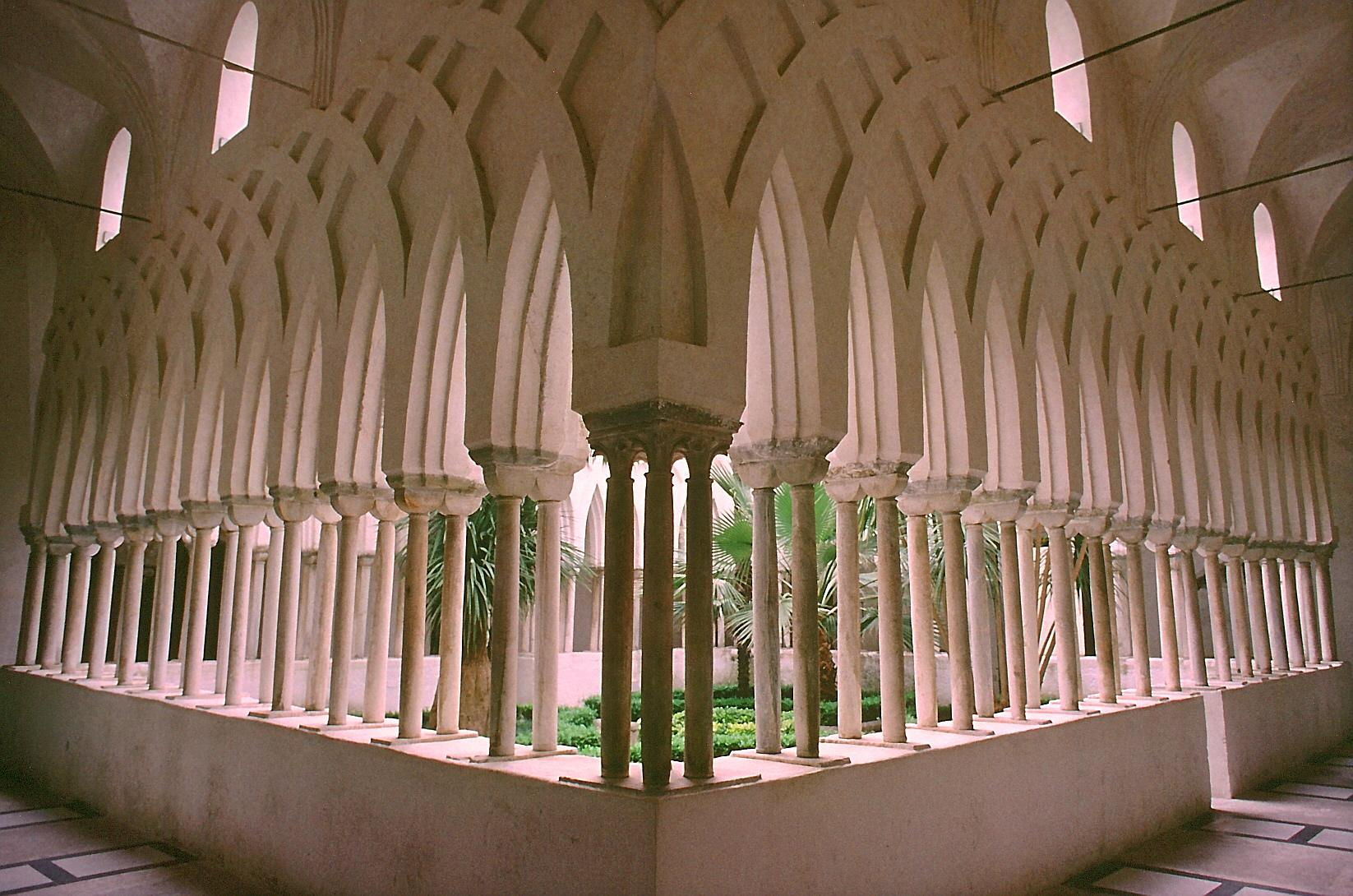
Il chiostro del Paradiso del Duomo di Amalfi
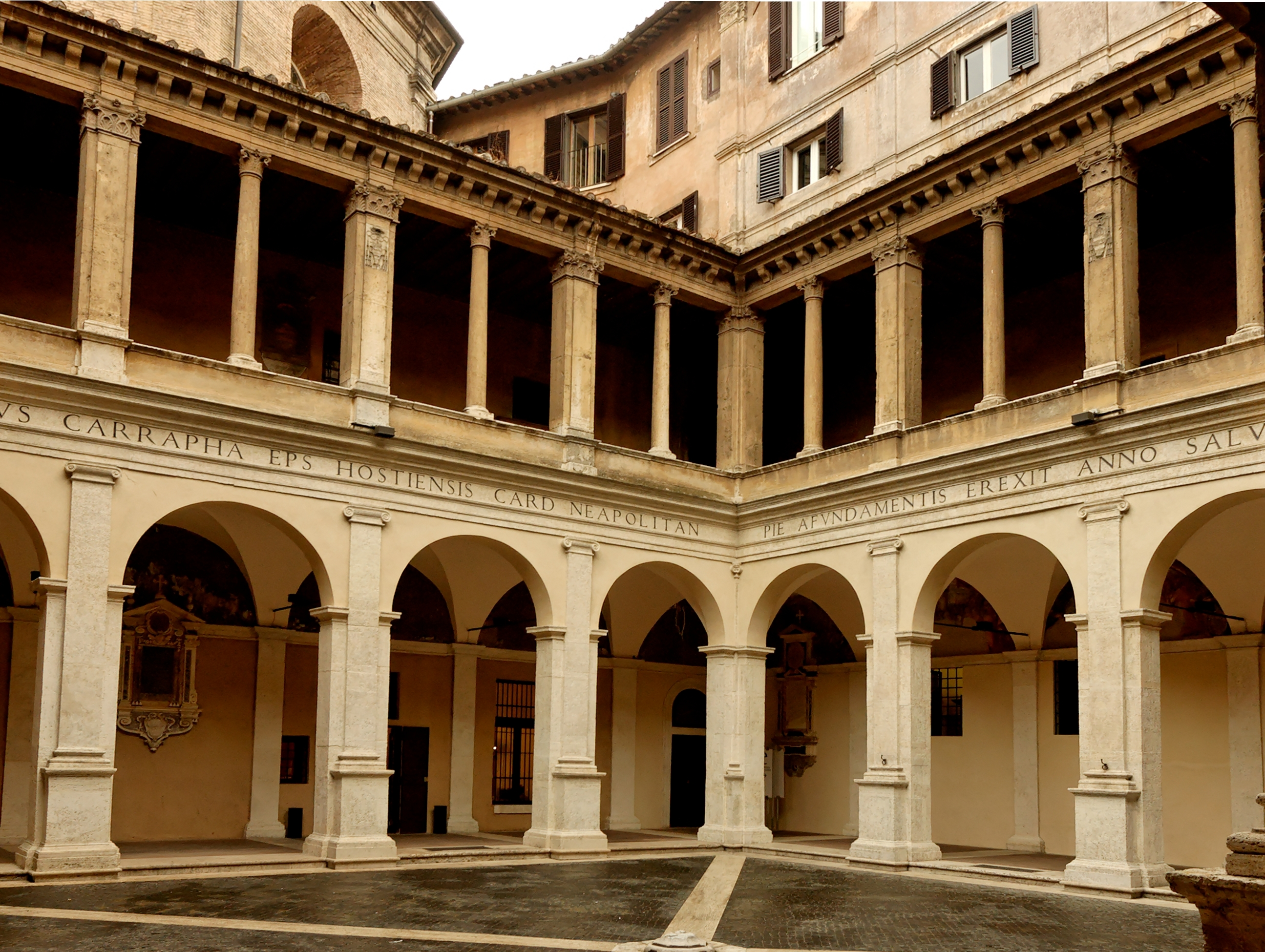
Chiostro di Santa Maria della Pace (Roma)
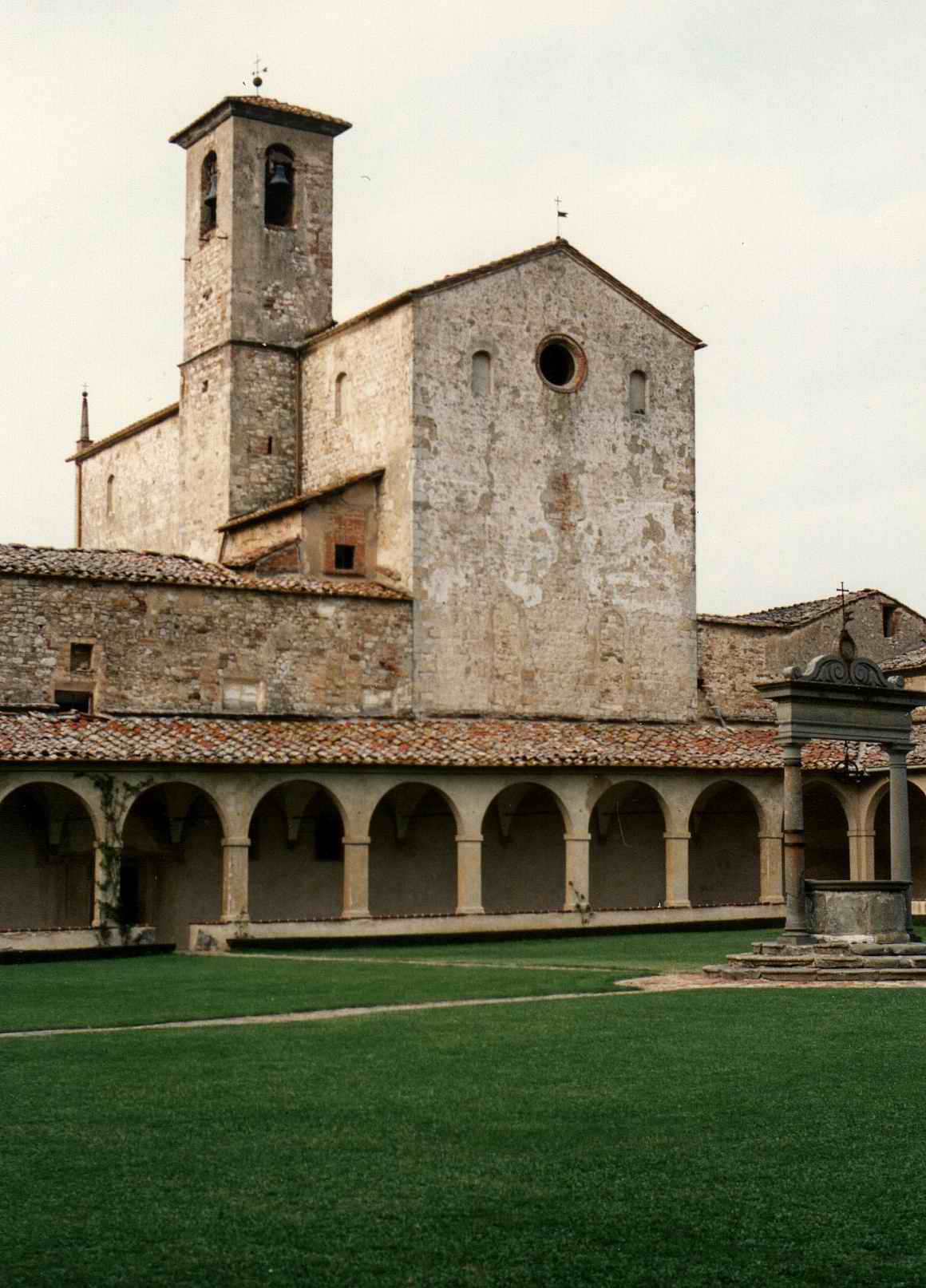
Chiostro della Certosa di San Pietro a Pontignano, nei pressi di Siena
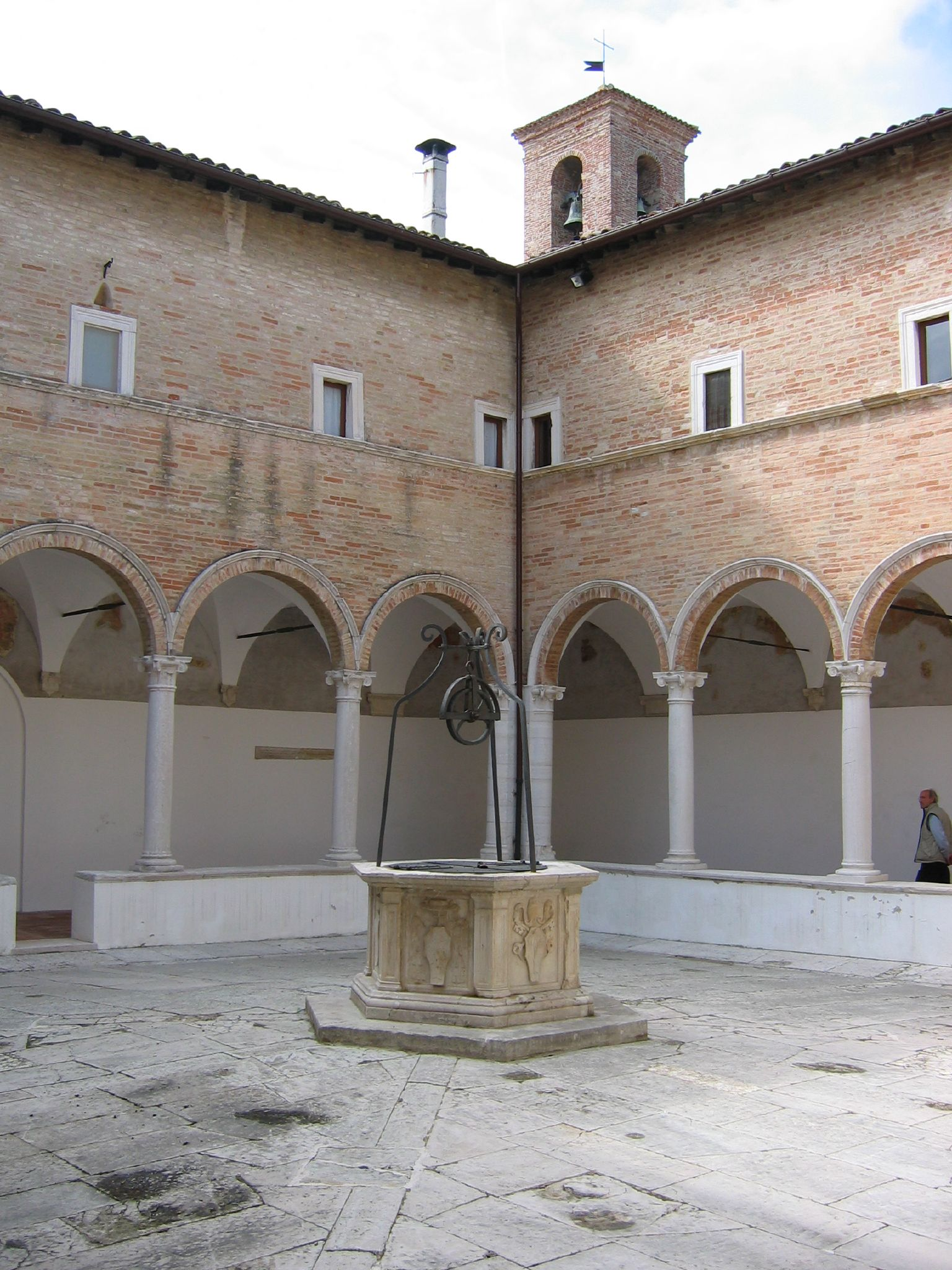
Chiostro del convento di Santa Maria delle Grazie (Senigallia)
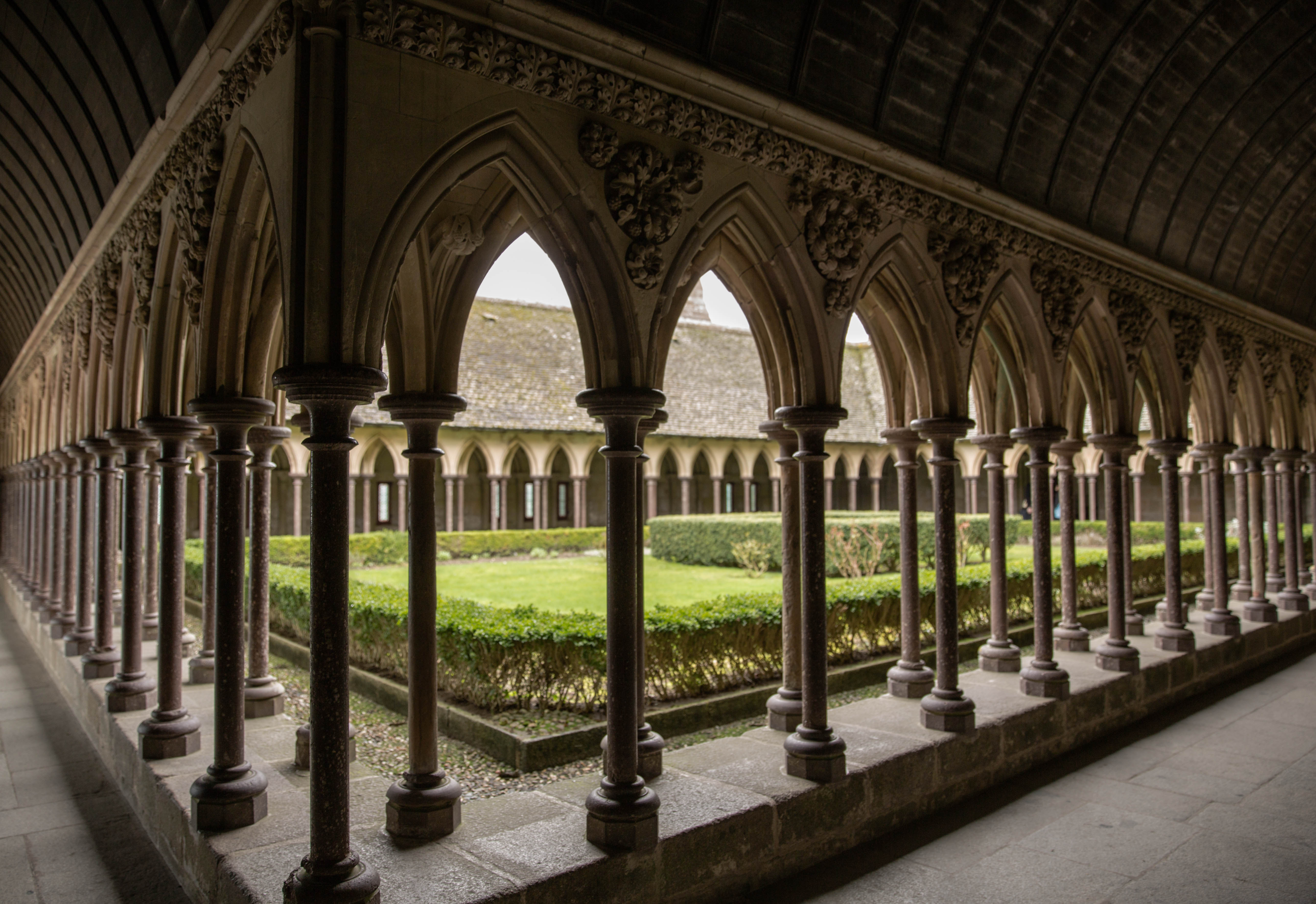
Chiostro dell'abbazia di Mont-Saint-Michel (Francia)
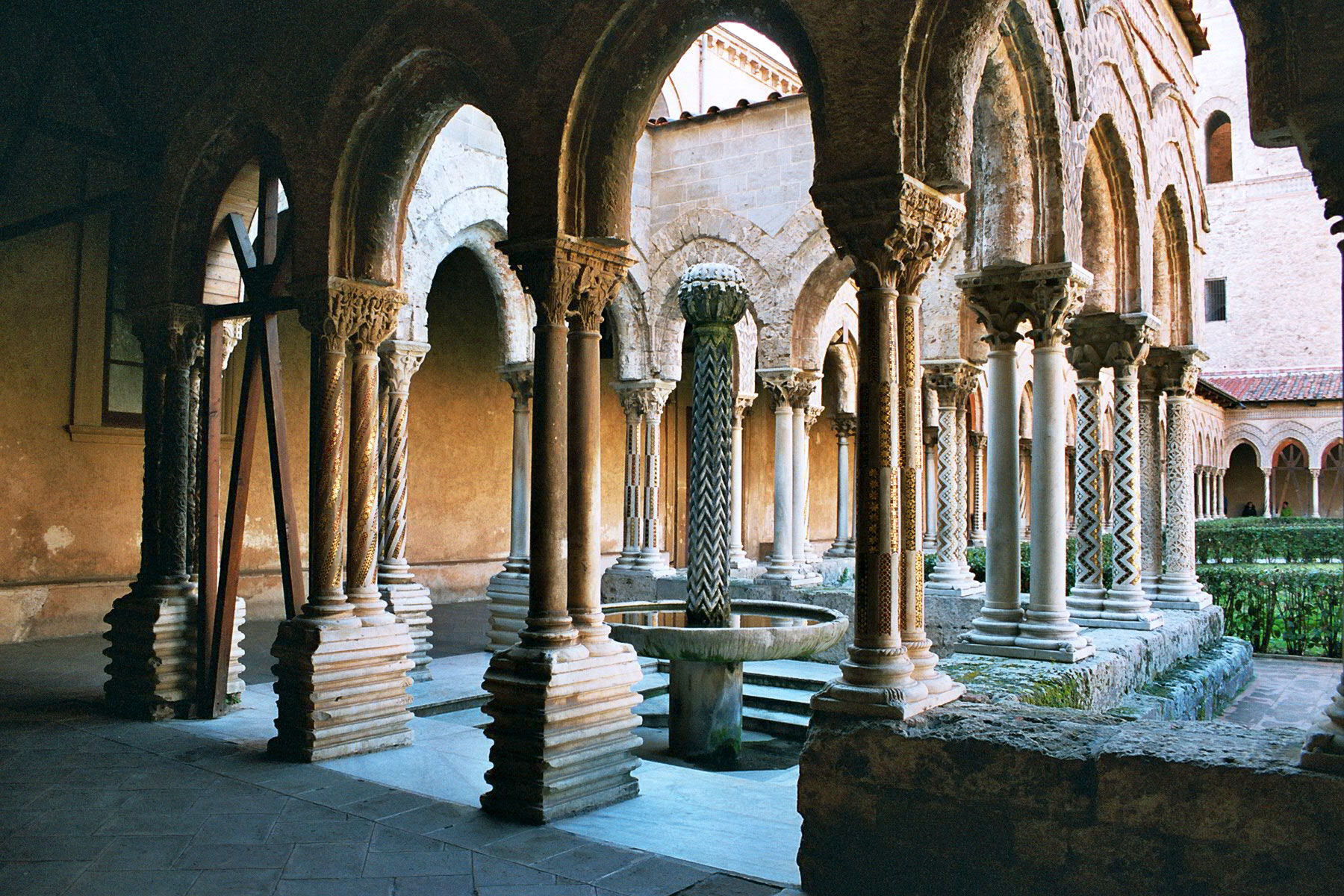
Fontana del chiostro dell'abbazia benedettina di Santa Maria la Nuova a Monreale
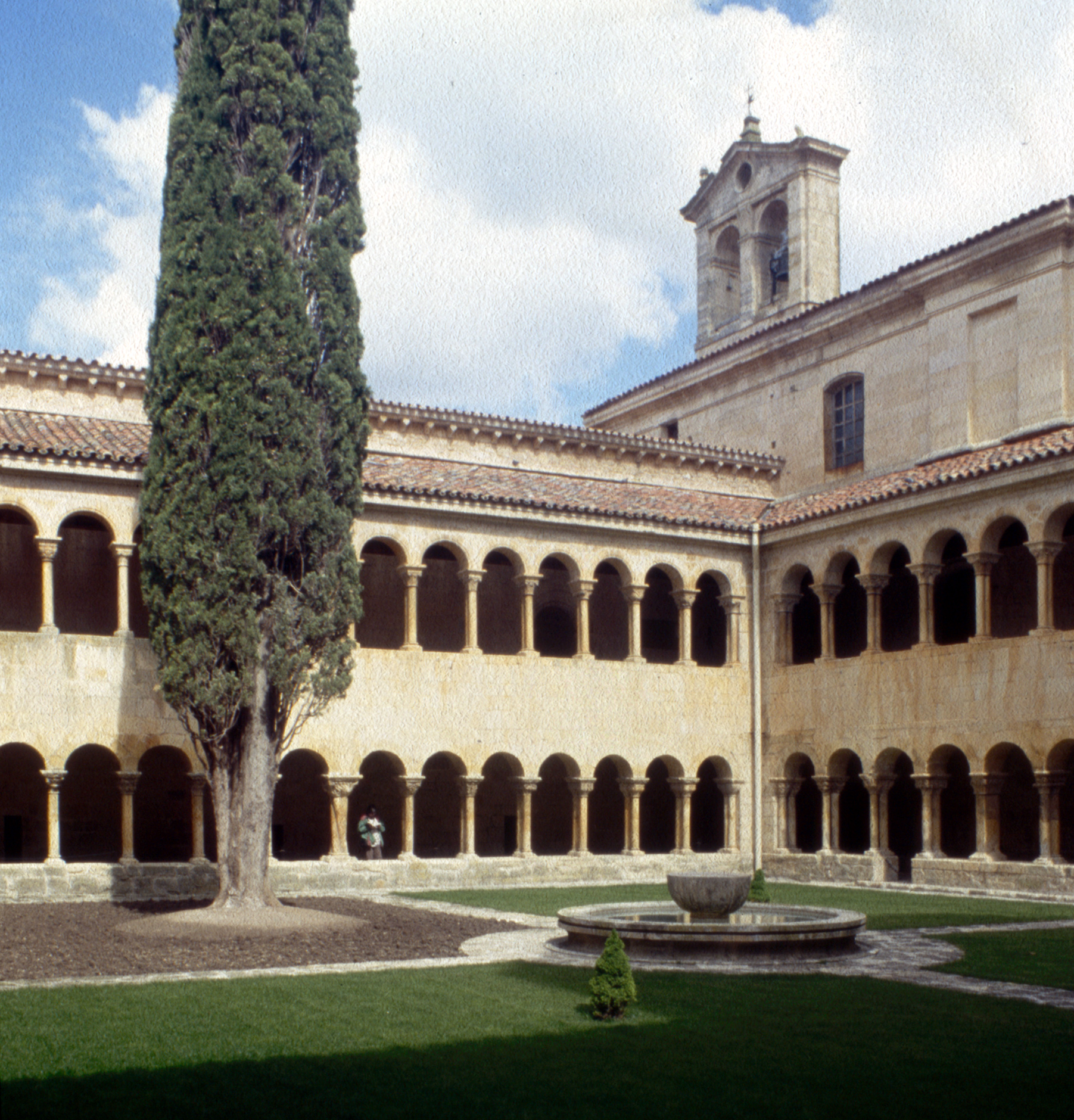
Chiostro del monastero di Santo Domingo de Silos (Spagna)